# Dario II di Persia
Dario II (... – Babilonia, 404 a.C.) il cui nome originale era Oco (in greco Ὦχος), spesso soprannominato Nothos (dal greco νόθος, bastardo), fu gran re dell'Impero achemenide dal 424 a.C. alla sua morte.

## Re di Persia
Oco giunse al trono in seguito ad una spietata guerra tra i figli di Artaserse I. Alla morte di questi, nel 424 a.C., salì al trono il legittimo erede: suo figlio maggiore Serse II, che regnò solamente per poco più di due mesi, e che venne ucciso dal fratello Sogdiano.
L'estrema instabilità della situazione permise a Oco, figlio illegittimo di Artaserse I e satrapo di Ircania, di eliminare, dopo soli sette mesi di regno, Sogdiano, e di salire al trono assumendo il nome di Dario II. Allo scopo di evitare ulteriori tentativi di scalata al potere, Dario II eliminò il proprio fratello Arsite, accusandolo di ribellione assieme al generale Artifio e condannandolo alla pena del soffocamento nella cenere, la stessa che era già stata subita da Sogdiano.
Le notizie su questi fatti sono di fonte greca, in quanto le tavolette cuneiformi degli annali persiani, provenienti dagli scavi di Nippur, non citano né Serse II né Sogdiano, e in esse il regno di Dario II segue direttamente quello di Artaserse I. Le nostre conoscenze sul regno di Dario II sono molto scarse.
Atene avrebbe appoggiato la ribellione del satrapo Pissutne in Caria nel 413 a.C.; morto il satrapo, gli Ateniesi diedero man forte al figlio Amorges, continuando così la rivolta. In seguito a ciò Dario II avrebbe dato ordine ai suoi satrapi in Asia Minore, Tissaferne e Farnabazo, di aumentare i tributi dovuti dalle città greche e di iniziare una guerra nei confronti di Atene, ricercando anche l'alleanza di Sparta. Senofonte riferisce di una ribellione in Media nel 409 a.C.
È probabile che Esdra e Nehemia siano vissuti durante il regno di questo re.
Un celebre discorso del Re Dario: "Ahura Mazda, da quando ha visto la confusione che regnava su questa terra, mi ha parlato, mi ha voluto re; io sono il re. Con il favore di Ahumarazda I sono stato posto su questo trono; quello che io dico, gli altri lo fanno, perché è un mio desiderio. Se ora vorrai chiederti 'Quante terre governa il re Dario?', guarda le sculture di quanti sostengono il trono, e allora lo potrai sapere, allora ti si svelerà che un uomo persiano ha scatenato una battaglia molto lontano dalla Persia".

## Figli
Prima di diventare re, era sposato con una discendente di Gobyras. Con questa donna, ebbe 4 figli, di cui uno partorì Artabazanes che diventò re vassallo della Media Atropatene, nella seconda metà del III secolo a.C.
Da Parisatide
- Artaserse II
- Ciro il Giovane
- Oxathres o Oxendares, o Oxendras
- Artoxexes
- Ostane
- Amestris, moglie di Teritouchmes e di Artaserse II

Altri 7 figli
Da altre mogli
- Arostes
- Il satrapo senza nome della Media nel 401 a.C.

### Cronologia
| Periodo         | Dinastia            | Anni di regno       |
| Impero persiano | Dinastia achemenide | 424 a.C. - 404 a.C. |

| predecessore: Sogdiano | Gran Re, Re dei Re | successore: Artaserse II |

## Re d'Egitto
Dario II, pur non recandosi mai in Egitto si incoronò re d'Egitto con il nome di Meriamonra Tarush.
| N16 · E23 | G43 | M8 |

| N16 · E23 | G43 | M8 |

| N16 · E23 | G43 | M8 |

| N16 · E23 | G43 | M8 |

t3 rw š - Tarush
I suoi primi anni di regno videro una ripresa della politica di collaborazione con i funzionari egizi introdotta da Dario I.
L'appoggio che diede alla comunità ebraica di Elefantina causò un inasprimento dell'atteggiamento anti ebraico della popolazione egizia, atteggiamento che sfociò, intorno al 407 a.C., in una sommossa che ebbe come conseguenza la distruzione del tempio ebraico presente sull'isola.
Gli ultimi anni di regno furono segnati dalla ribellione capeggiata da Amirteo di Sais, ribellione appoggiata sia da Atene che da Sparta.